# 保羅·卡巴·蒂耶巴
保羅·卡巴·蒂耶巴（法語：Paul Kaba Thieba；1960年7月28日—），是一名布基納法索政治人物。蒂耶巴曾在西非国家中央银行及西非經濟貨幣共同體任職，到2016年1月6日經布基納法索總統羅克·馬克·克里斯蒂安·卡波雷任命為總理 ，2019年1月19日突然率領內閣辭職，未公佈原因，疑似與该国總統卡波雷希望更新領導層有关。